# Бухма (річка)
Бу́хма (рос. Бухма) — річка у Кіровській області (Унинський район) та Удмуртії (Красногорський район), Росія, права притока Полома.
Річка починається за 3 км на схід від села Уть Унинського району. Річка протікає спочатку на північний схід, потім плавно повертає на південний схід. Впадає до Полома вище присілку Бухма.
Русло вузьке, долина широка. Річка приймає декілька дрібних приток. У верхній течії збудовано невеликий ставок.
| Річка | Це незавершена стаття про річку. Ви можете допомогти проєкту, виправивши або дописавши її. |

1. ↑  GEOnet Names Server — 2018.